# Stackhousia scoparia
Stackhousia scoparia är en benvedsväxtart som beskrevs av George Bentham. Stackhousia scoparia ingår i släktet Stackhousia och familjen Celastraceae. Inga underarter finns listade.